# Efalizumab
Efalizumab (obchodní název Raptiva, Genentech, Merck Serono) je dříve dostupné léčivo určené pro léčbu autoimunitních chorob. Původně byl vyvinut pro léčbu psoriázy. Raptiva byla v EU registrována v letech 2004–2009, v Česku byla na trhu od r. 2005.
Jde o rekombinantní humanizovanou protilátku, která namířená proti podjednotce CD11a leukocytárního funkčního antigenu 1 (LFA-1) snižující migraci aktivovaných T lymfocytů do kůže. Podává se jednou týdně subkutánní injekcí.
Pro závažné nežádoucí účinky bylo Evropskou lékovou agenturou (EMEA) doporučeno pozastavení registrace léčivého přípravku Raptiva, obsahující efalizumab ve všech státech Evropské unie. Mezi nejzávažnější zjištěné nežádoucí účinky spojené s užíváním Raptivy patří progresivní multifokální leukoencefalopatie (PML), vzácná mozková infekce způsobená JC virem (JCV, John Cunningham virus). JCV se v lidském organismu vyskytuje běžně, ale ke vzniku PML vede pouze v případech, kdy je oslaben imunitní systém. Při PML dochází k poškození pouzdra obklopujícího nervy a to obvykle vede k těžkému neurologickému poškození nebo úmrtí.